# Basara
Pour les articles homonymes, voir Basara (homonymie).
Autre
Basara (バサラ, BASARA) est un shōjo manga de Yumi Tamura initialement publié entre septembre 1990 et juin 1998 par Shōgakukan. Il a été en partie adapté en anime, sous forme d'OAV de treize épisodes avec le titre La Légende de Basara.
Le manga, sous sa version reliée en 27 volumes, est publié en français aux éditions Kana entre 2001 et 2006 (il s'agit historiquement du premier shôjo publié par l'éditeur), et en anglais par VIZ Media entre 2003 et 2008. En Europe, la série a également été publiée en Allemagne, et partiellement en Suède (5 tomes sur 27). 
En 1993, le manga est récompensé par le prix Shōgakukan dans la catégorie Shōjo.
L'édition française du manga est traduite par Misato Raillard.

## Synopsis
L'histoire se déroule au XXIIIe siècle au Japon. Le pays a été dévasté au XXe siècle par une catastrophe dont la nature exacte n'est pas mentionnée. Tokyo a été submergée par un raz-de-marée qui l'a ravagée ; l'ouest du pays est devenu un désert… Une famille royale dirige le pays : le roi d'or, qui gouverne la capitale, et ses quatre fils, qui s'occupent des provinces. Le roi noir règne sur le nord, le roi bleu sur la région de Seiran, le roi rouge sur l'est, et le roi blanc a préféré se retirer dans les montagnes de Hiei. Tel est le contexte général.
Un jour, dans le territoire sous domination du roi rouge, la femme du chef du village de Byakko accouche de jumeaux : une fille et un garçon. Un prophète annonce que l'un d'eux sera l'étoile qui sauvera le pays. 
Douze ans s'écoulent, le garçon a été appelé Tatara, du nom d'une étoile, car tous croient que c'est lui « l'enfant élu ». Il est initié au métier de chef, il prépare la révolution… tandis que sa petite sœur Sarasa grandit dans son ombre. Son père étant trop occupé avec son frère, ce sont Nagui (médecin et prophète) et Kaku qui s'occupent d'elle lui apprenant l'usage des plantes. Le jour de leur anniversaire, à la cérémonie célébrant l'accession à la majorité de son frère, son ami Maa est tué à la place de Tatara par le roi rouge…
Il fallut trois ans au tyran rouge pour découvrir qu'il s'était trompé de cible. Nouvelle attaque, pendant laquelle beaucoup de villageois sont assassinés, dont leur chef et Tatara. Sarasa décide alors de prendre l'identité et le destin de son frère et sauve son village qui reprend courage, croyant que l'enfant élu est toujours en vie. Sarasa jure de tout faire pour se venger du roi Rouge et décide de tendre un piège à son armée. Son plan fonctionnera, mais aura pour conséquence de détruire son village.
Dans une source d'eau chaude peu fréquentée, elle fait la connaissance de Shuri dont elle tombe amoureuse. Toutefois, Shuri porte un autre nom. Roi Rouge.